# Margherita d'Asburgo
Margherita d'Asburgo, detta Margherita d'Austria (Bruxelles, 10 gennaio 1480 – Malines, 1º dicembre 1530), era figlia di Massimiliano I d'Asburgo e di Maria di Borgogna. Suo fratello maggiore era Filippo I di Castiglia, marito di Giovanna di Castiglia.

## Biografia

### Infanzia
Nipote del duca di Borgogna Carlo il Temerario, era la secondogenita (dopo Filippo, futuro re di Castiglia) dell'imperatore Massimiliano I e di Maria di Borgogna.

### Nella scacchiera matrimoniale d'Europa
Il 27 marzo 1482, alla morte di Maria di Borgogna, l'intrigante Luigi XI, re di Francia, razziò l'Artois, la Franca Contea, lo Charolais, il Mâconnais, e per legittimare il suo colpo di Stato, negoziò con il giovane Massimiliano i fidanzamenti del suo figlio unico, il Delfino Carlo con Margherita, discendente dei duchi di Borgogna (Trattato d'Arras).

A tre anni fu promessa in sposa a Carlo VIII di Francia e fu educata nella corte di Blois come una futura regina. Carlo però decise di sposare Anna di Bretagna e rispedì Margherita dal padre.
Massimiliano aveva contribuito con armi e soldati ad aiutare Isabella di Castiglia e Ferdinando II d'Aragona per la riconquista del regno di Granada. Il debito fu saldato con la previsione di un doppio matrimonio: tra Giovanna di Castiglia e Filippo; e tra Giovanni di Trastámara e Margherita. Al tempo dei negoziati matrimoniali Margherita aveva solo 8 anni.

### Il primo matrimonio
Il 5 novembre 1495 a Malines vennero celebrate le nozze per procura. Con il matrimonio, Margherita dovette rinunciare ad ogni pretesa sui Paesi Bassi.
Per trasportare Margherita in Spagna, Isabella aveva chiesto a Cristoforo Colombo di tracciare una rotta sicura, in quanto erano tesi i rapporti tra Spagna e Francia. Così, nei primi giorni di gennaio del 1497, la fanciulla partì da Flessinga. Il viaggio fu funestato da un terribile uragano ma la sposa non perse il proprio spirito: scrisse il proprio epitaffio su un foglio e lo mise in un sacchetto di cuoio insieme ad alcuni gioielli e se lo legò al polso preparandosi a morire. L'epitaffio dice: Ci git Margot, noble demoiselle, deux fois marié, morte pucelle, che significa: qui giace Margot, nobile damigella, sposata due volte, morta vergine.
Margherita però si salvò e incontrò il suo sposo a Toranzo. I due non vollero aspettare le nozze ufficiali: alloggiati nel castello di Villasevil, si vollero far benedire da un prete per poter trascorrere la loro luna di miele. Alla casta e rigida Isabella non fu detto niente, così si tennero a Burgos le nozze ufficiali. Durante i festeggiamenti però Giovanni fu colpito dal vaiolo, dal quale non si riebbe del tutto.
I due sposi, innamorati l'uno dell'altro, passavano tantissimo tempo insieme dando sfogo alla giovanile passione. Ciò preoccupava i responsabili dell'incolumità del principe, che temevano che l'insaziabilità di Margherita potesse pregiudicare la salute malferma di Giovanni. Ne parlarono allora con Isabella, la quale non se ne preoccupò minimamente.
Successivamente, i due sposi si recarono a Salamanca a visitare l'università. Lì Giovanni si riammalò gravemente e le condizioni peggiorarono per via dei numerosi salassi a cui venne sottoposto. Il 4 ottobre 1497 il principe morì.
Il matrimonio era durato sei mesi e Margherita era incinta. Tuttavia, poco dopo le esequie, l'8 dicembre 1497, la giovane arciduchessa partorì una bambina già morta.
Avendo problemi di rendita, perché in quanto vedova non aveva diritto ad un appannaggio sufficiente per sopravvivere, dovette lasciare per sempre la Spagna. Lo fece a malincuore in quanto era affezionatissima alla suocera, che l'aveva accolta come una figlia, e a quella terra di cui aveva sperato di diventar regina.

### L'altro matrimonio
Appena tornata nelle Fiandre, il fratello Filippo, per ripicca, la promise in sposa ad Arturo Tudor, già fidanzato con sua cognata Caterina d'Aragona. Il progetto comunque fallì in quanto Ferdinando, allarmato, fece subito partire la figlia per l'Inghilterra. Era sorto infatti un dissidio circa la successione al trono tra Filippo e il suocero, dopo che Giovanni e il piccolo Michele della Pace d'Aviz, eredi al trono, erano morti.
Nel 1501 Margherita accettò di risposarsi con Filiberto II di Savoia. In Savoia visse un periodo felice: la corte era ricca, elegante e coltissima ma dopo circa tre anni Margherita rimase di nuovo vedova, senza aver avuto figli.

### Governatrice dei Paesi Bassi

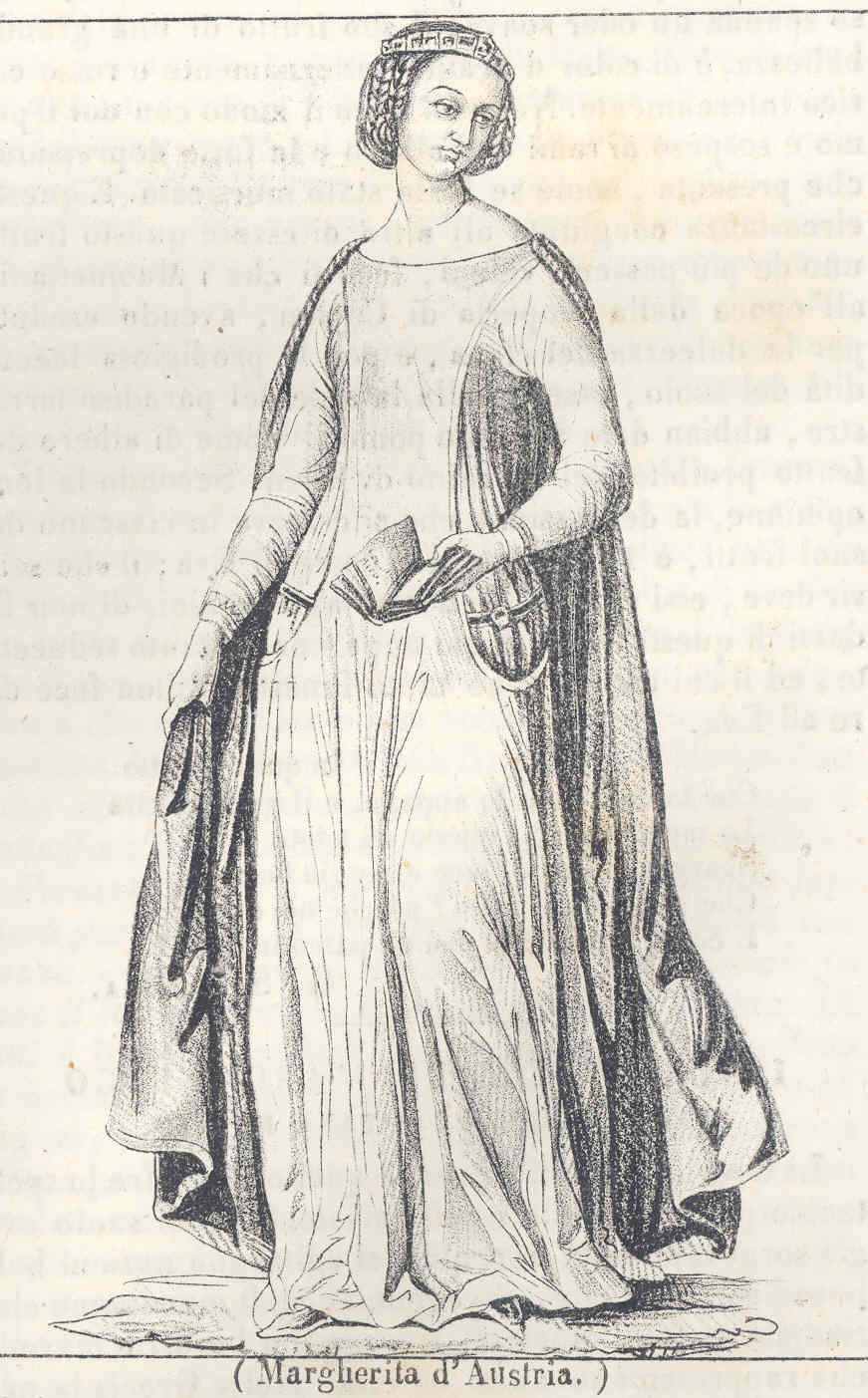
Ritratto di Margherita d'Asburgo

Sia il padre sia il fratello cercavano di convincerla a risposarsi. Lei invece volle ritirarsi a Bourg-en-Bresse, sul confine tra la Savoia e la Franca Contea. Ivi, circondata da artisti, poeti e architetti, progettò di costruire la chiesa di Brou per celebrare la gloria del marito.
Margherita era una delle donne più illuminate del Cinquecento, bella, coraggiosa, intelligente e coltissima. Inoltre ereditò da Massimiliano il genio politico, tanto che nel 1507 venne nominata dal padre Governatrice dei Paesi Bassi. Per l'occasione, si fece costruire un palazzo a Malines, elegante e in stile gotico, arredato con opere d'arte. Dalla Savoia aveva chiamato a sé consiglieri di alto valore.
Governava con pugno di ferro, tuttavia seppe dare ai nipoti l'affetto di una madre.
Infatti, dopo la morte del fratello Filippo, sua cognata Giovanna fu rinchiusa per sempre a Tordesillas, in quanto ritenuta non sana di mente, perdendo ogni contatto col mondo esterno. Dei sei nipoti, Ferdinando (il futuro Ferdinando I) e Caterina furono educati in Spagna; Eleonora, Carlo (il futuro Carlo V), Isabella e Maria furono invece accolti, per volere del nonno Massimiliano, presso la corte di Margherita. I principi crebbero nel lusso circondati da illustri precettori, scelti personalmente dalla zia.
Margherita dovette affrontare, tenendo comunque conto delle volontà di Massimiliano e di Ferdinando, il problema dei matrimoni dei nipoti. Fu negoziato quello tra Carlo e Maria Tudor, ma alla fine Enrico VIII d'Inghilterra decise di dare la sorella in sposa a Luigi XII di Francia.
Sfinita psicologicamente dai continui problemi politici che comportava il governo di un paese, Massimiliano acconsentì a revocare la sua nomina e a dichiarare maggiorenne il nipote Carlo, che la sostituì. Tuttavia Margherita continuò il suo lavoro come reggente nei Paesi Bassi e continuò sempre ad aiutare il nipote nel governo. Così Carlo le affidò di negoziare la pace con Luisa di Savoia, madre di Francesco I di Francia, in eterna lotta con Carlo. Il risultato di questa diplomazia fu il trattato di Cambrai, detto la pace delle due dame, concluso il 3 agosto 1529, che consisteva nella rinuncia di Carlo alla Borgogna e in quella di Francesco ai domini italiani e in Fiandra.

### Morte
Il giorno stesso della sua morte Margherita, impossibilitata ormai a scrivere di proprio pugno, dettò una lettera da inviare a Carlo. A corte dissero che l'imperatore non aveva mai pianto, ma mentre la lesse aveva gli occhi umidi. Il posto della indimenticabile zia fu preso da Maria, sorella di Carlo.
Venne sepolta nella chiesa di Brou, a Bourg-en-Bresse.

## Ascendenza
|                          |                         |                        | Genitori                  |  |  | Nonni |  |  | Bisnonni            |  |  | Trisnonni              |  |
|                          |                         |                        |                           |  |  |       |  |  | Ernesto I d'Asburgo |  |  | Leopoldo III d'Asburgo |  |
|                          |                         |                        |                           |  |  |       |  |  | Ernesto I d'Asburgo |  |  | Leopoldo III d'Asburgo |  |
|                          |                         | Verde Visconti         |                           |  |  |       |  |  | Ernesto I d'Asburgo |  |  |                        |  |
| Federico III d'Asburgo   |                         |                        |                           |  |  |       |  |  | Ernesto I d'Asburgo |  |  |                        |  |
|                          |                         | Cimburga di Masovia    | Siemowit IV di Masovia    |  |  |       |  |  |                     |  |  |                        |  |
|                          |                         | Cimburga di Masovia    | Siemowit IV di Masovia    |  |  |       |  |  |                     |  |  |                        |  |
|                          |                         | Cimburga di Masovia    | Alessandra di Lituania    |  |  |       |  |  |                     |  |  |                        |  |
| Massimiliano I d'Asburgo |                         | Cimburga di Masovia    |                           |  |  |       |  |  |                     |  |  |                        |  |
|                          |                         | Edoardo del Portogallo | Giovanni I del Portogallo |  |  |       |  |  |                     |  |  |                        |  |
|                          |                         | Edoardo del Portogallo | Giovanni I del Portogallo |  |  |       |  |  |                     |  |  |                        |  |
|                          |                         | Edoardo del Portogallo | Filippa di Lancaster      |  |  |       |  |  |                     |  |  |                        |  |
| Eleonora d'Aviz          |                         | Edoardo del Portogallo |                           |  |  |       |  |  |                     |  |  |                        |  |
|                          |                         | Leonor di Trastamara   | Ferdinando I d'Aragona    |  |  |       |  |  |                     |  |  |                        |  |
|                          |                         | Leonor di Trastamara   | Ferdinando I d'Aragona    |  |  |       |  |  |                     |  |  |                        |  |
|                          |                         | Leonor di Trastamara   | Eleonora d'Alburquerque   |  |  |       |  |  |                     |  |  |                        |  |
| Margherita d'Asburgo     |                         | Leonor di Trastamara   |                           |  |  |       |  |  |                     |  |  |                        |  |
|                          | Filippo III di Borgogna | Giovanni di Borgogna   |                           |  |  |       |  |  |                     |  |  |                        |  |
|                          | Filippo III di Borgogna | Giovanni di Borgogna   |                           |  |  |       |  |  |                     |  |  |                        |  |
|                          | Filippo III di Borgogna | Margherita di Baviera  |                           |  |  |       |  |  |                     |  |  |                        |  |
| Carlo I di Borgogna      | Filippo III di Borgogna |                        |                           |  |  |       |  |  |                     |  |  |                        |  |
|                          |                         | Isabel d'Aviz          | Giovanni I del Portogallo |  |  |       |  |  |                     |  |  |                        |  |
|                          |                         | Isabel d'Aviz          | Giovanni I del Portogallo |  |  |       |  |  |                     |  |  |                        |  |
|                          |                         | Isabel d'Aviz          | Filippa di Lancaster      |  |  |       |  |  |                     |  |  |                        |  |
| Maria di Borgogna        |                         | Isabel d'Aviz          |                           |  |  |       |  |  |                     |  |  |                        |  |
|                          |                         | Carlo I di Borbone     | Giovanni I di Borbone     |  |  |       |  |  |                     |  |  |                        |  |
|                          |                         | Carlo I di Borbone     | Giovanni I di Borbone     |  |  |       |  |  |                     |  |  |                        |  |
|                          |                         | Carlo I di Borbone     | Maria di Berry            |  |  |       |  |  |                     |  |  |                        |  |
| Isabella di Borbone      |                         | Carlo I di Borbone     |                           |  |  |       |  |  |                     |  |  |                        |  |
|                          |                         | Agnese di Borgogna     | Giovanni di Borgogna      |  |  |       |  |  |                     |  |  |                        |  |
|                          |                         | Agnese di Borgogna     | Giovanni di Borgogna      |  |  |       |  |  |                     |  |  |                        |  |
|                          |                         | Agnese di Borgogna     | Margherita di Baviera     |  |  |       |  |  |                     |  |  |                        |  |
|                          |                         | Agnese di Borgogna     |                           |  |  |       |  |  |                     |  |  |                        |  |